# Gracupica
Gracupica és un gènere d'ocells de la família dels estúrnids (Sturnidae).

## Llistat d'espècies
Segons la classificació del Congrés Ornitològic Internacional (versió 12.2, juliol 2022) aquest gènere conté quatre espècies:
- Gracupica nigricollis - estornell collnegre.
- Gracupica contra - estornell blanc-i-negre de Bengala.
- Gracupica floweri.
- Graupica jalla - estornell blanc-i-negre de Java

Tanmateix, altres obres taxonòmiques, com el Handook of the Birds of the World i la quarta versió de la BirdLife International Checklist of the birds of the world (desembre 2019), consideren que Graupica conté només tres espècies, car no reconeixen G. floweri.